# Tak Taz

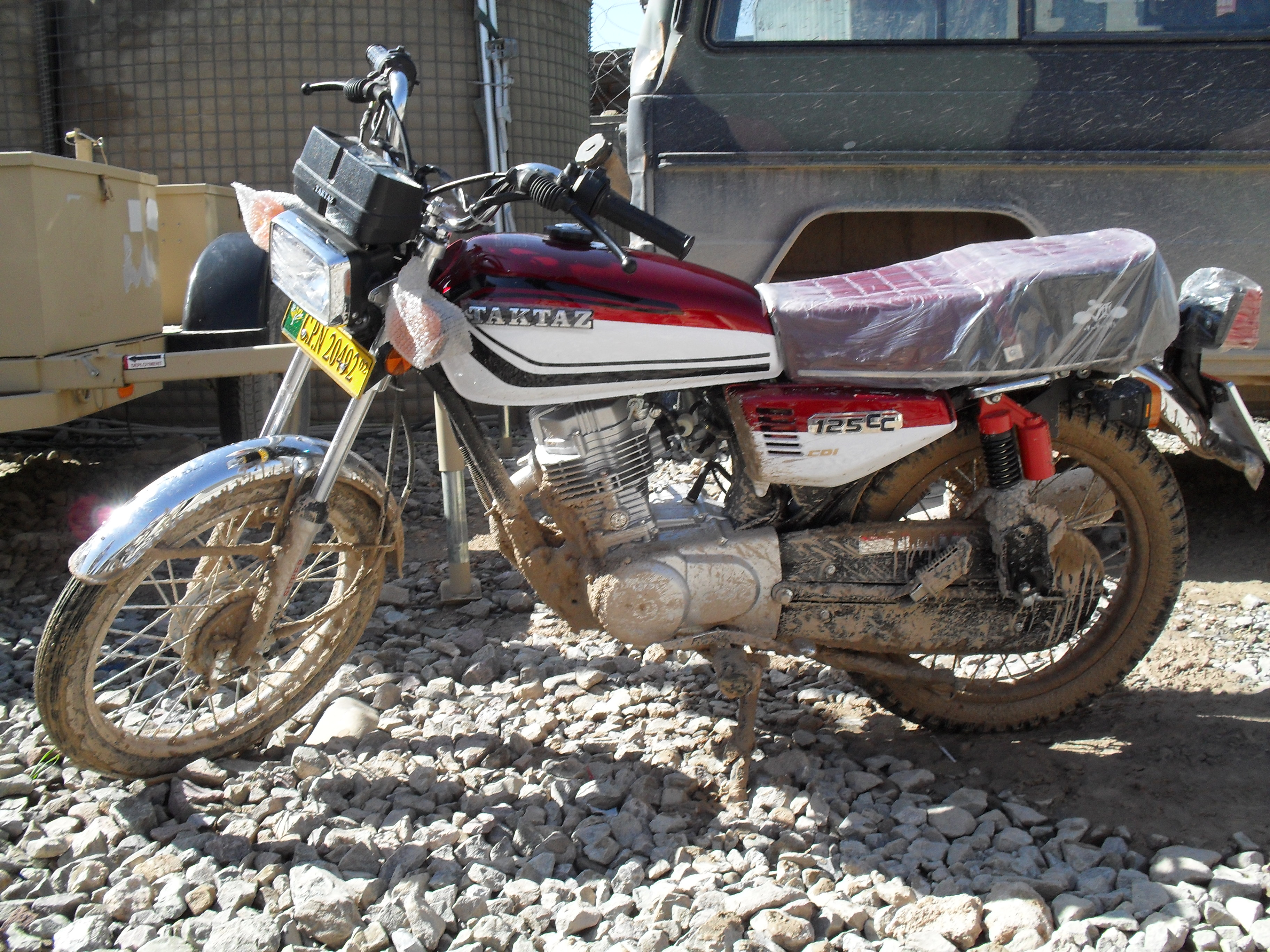
Tak Taz 125 CC, een exacte kopie van een Honda CG 125

Tak Taz is een Iraans merk van motorfietsen.
Het bedrijf Tak Taz Motor company is een dochteronderneming van Suzuki en ging in 2002 lichte motorfietsen onder eigen naam produceren. Hiervoor werd een nieuwe fabriek net buiten Teheran gebouwd. Er worden er onder andere motorblokken van het Taiwanese merk Hartford toegepast.